# 트로스
트로스(Tros)는 그리스 신화에 나오는 다르다니아 왕 에리크토니오스와 강의 신 시모에이스의 딸 아스티오케 사이에서 태어난 아들이다. 강의 신 스카만드로스의 딸 칼리로에와 결혼하여 일로스와 아사라코스, 가니메데스 3형제를 낳았다. 일로스는 신탁에 따라 도시를 세웠는데, 이 도시는 트로스의 이름을 따서 트로이라고 부르게 되었다. 또는 '일로스의 도시' 라는 뜻에서 일리온이라고도 한다. 또 아사라코스는 다르다니아의 왕위를 이었으며, 미소년 가니메데스는 제우스에게 납치되었다. 트로스가 가니메데스를 잃고 크게 슬퍼하자, 제우스는 죽지 않는 두 마리의 신마를 주어 보상하였다고 한다.